# Jaguar Jonze
Jaguar Jonze, pseudonimo di Deena Lynch, nota anche come Spectator Jonze o Dusky Jonze (Yokohama, 12 gennaio 1992), è una cantautrice, polistrumentista e fotografa australiana.

## Biografia
Nata a Yokohama da padre australiano e madre taiwanese, si è successivamente trasferita in Australia, stabilendosi a Brisbane. Durante la sua infanzia ha subito abusi e in seguito le è stato diagnosticato un complesso di disturbo da stress post-traumatico.
Dimostrando un immediato interesse per la musica, nel 2012 ha pubblicato il suo album di debutto Lone Wolf, sotto lo pseudonimo Deena, per poi proseguire nel 2015 con il secondo album Black Cat, contenente i singoli Cupid e Turpentine. Nel 2018, accreditata per la prima volta con lo pseudonimo Jaguar Jonze, ha pubblicato il singolo You Got Left Behind che ha anticipato l'uscita dell'EP Diamonds & Liquid Gold, uscito il 17 aprile 2020 sotto l'etichetta discografica Nettwerk.
Nel 2019 è stata confermata la partecipazione della cantante a Eurovision - Australia Decides 2020, il processo di selezione australiano per l'Eurovision Song Contest 2020, con il brano Rabbit Hole, con cui si è classificata al sesto posto. Nello stesso anno Jonze ha lavorato come visual artist al Brisbane Street Art Festival mentre, l'anno successivo, ha curato la fotografia e la regia della collezione autunno-inverno 2020 Cube Collection di Christian Louboutin.
Nel 2021 ha pubblicato l'EP Antihero, accompagnato dall'uscita del singolo Who Died and Made You King?. Pochi mesi dopo è stata confermata nuovamente la presenza della cantante a Eurovision - Australia Decides.

## Discografia

### Album
- 2012 – Lone Wolf (come Deena)
- 2015 – Black Cat (come Deena)

### EP
- 2020 – Diamonds & Liquid Gold
- 2021 – Antihero

### Singoli
- 2014 – Cupid
- 2015 – Turpentine
- 2018 – You Got Left Behind
- 2019 – Beijing Baby
- 2019 – Kill Me with Your Love
- 2019 – Heart-Shaped Box (con gli Hermitude)
- 2020 – Rabbit Hole
- 2020 – Toxic
- 2020 – Deadalive
- 2020 – Murder
- 2021 – Astronaut
- 2021 – Curled In
- 2021 – Who Died and Made You King?
- 2022 – Cut
- 2022 – Little Fires